# نهج الكومسيون

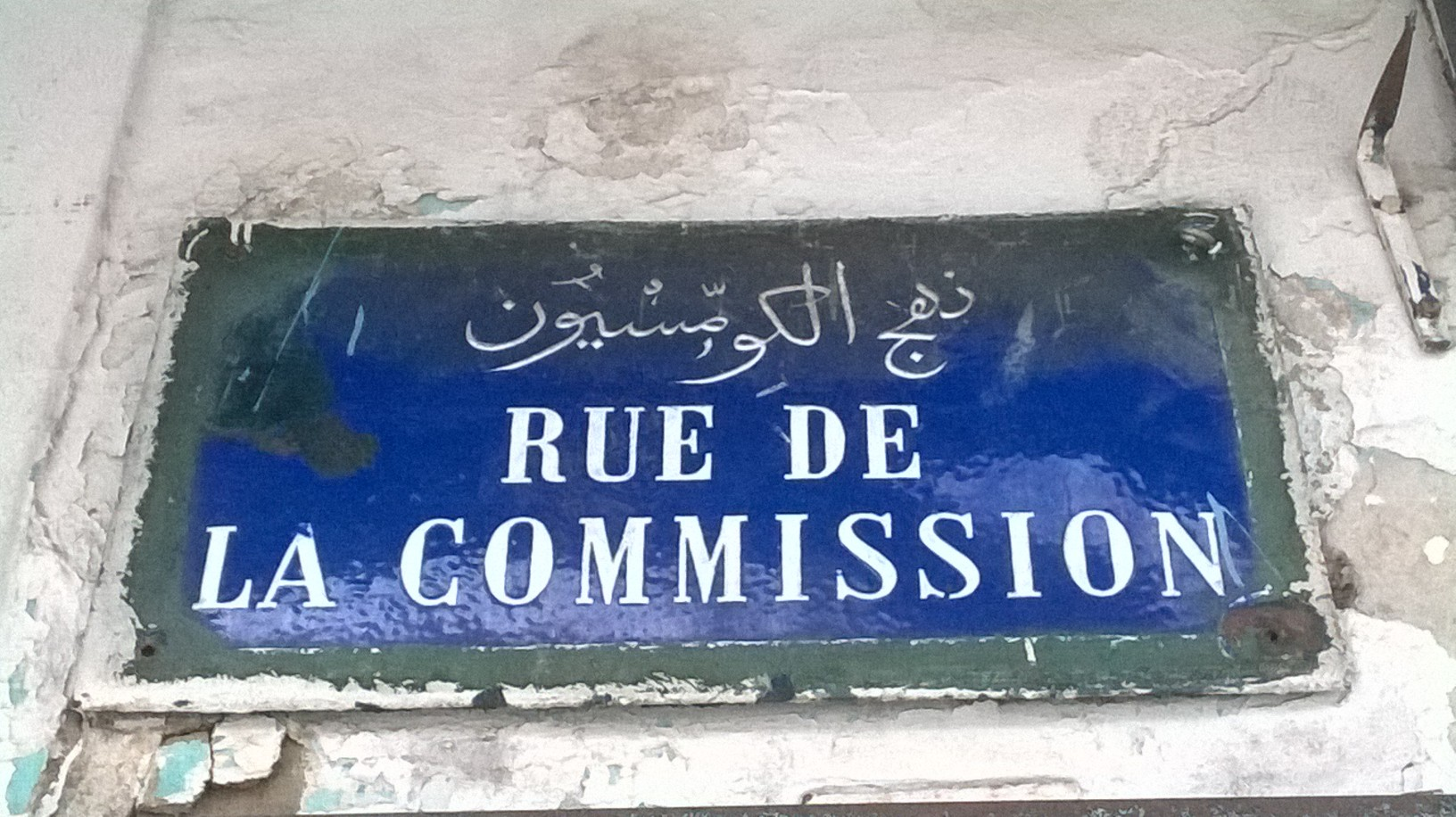
لوحة معدنية تشير إلى نهج الكومسيون.

نهج الكومسيون: هو أحد أنهج مدينة تونس ويقع على أطراف المدينة العتيقة. ويربط بين نهج سيدي بومنديل من جهة 
ومن جهة أخرى ساحة النصر التي تنتهي عندها أنهج المنجي سليم وجامع الزيتونة والقصبة، وشارع فرنسا، مما يدل على أهمية موقعه. وقد حمل هذا النهج اسم الكومسيون لأنه احتضن مقر الكومسيون المالي أو اللجنة المالية الدولية  التي تشكلت بتونس عام 1869 لاستخلاص الديون الأجنبية. واحتضن مقر هذه اللجنة مقر مؤسسة الصليب الأخضر الإيطالي الموازي للهلال والصليب الأحمر. كذلك وفي عهد الحماية الفرنسية بتونس انتصب بهذا النهج مقر إدارة الشبيبة التي كانت تدير الشؤون المتعلقة بالشباب، كما احتضن مقرات بعض الجمعيات من بينها جمعية كشاف تونس. أما حاليا فإن نهج الكومسيون يعتبر سوقا متخصصا بكل ما يتعلق بالقرطاسية.

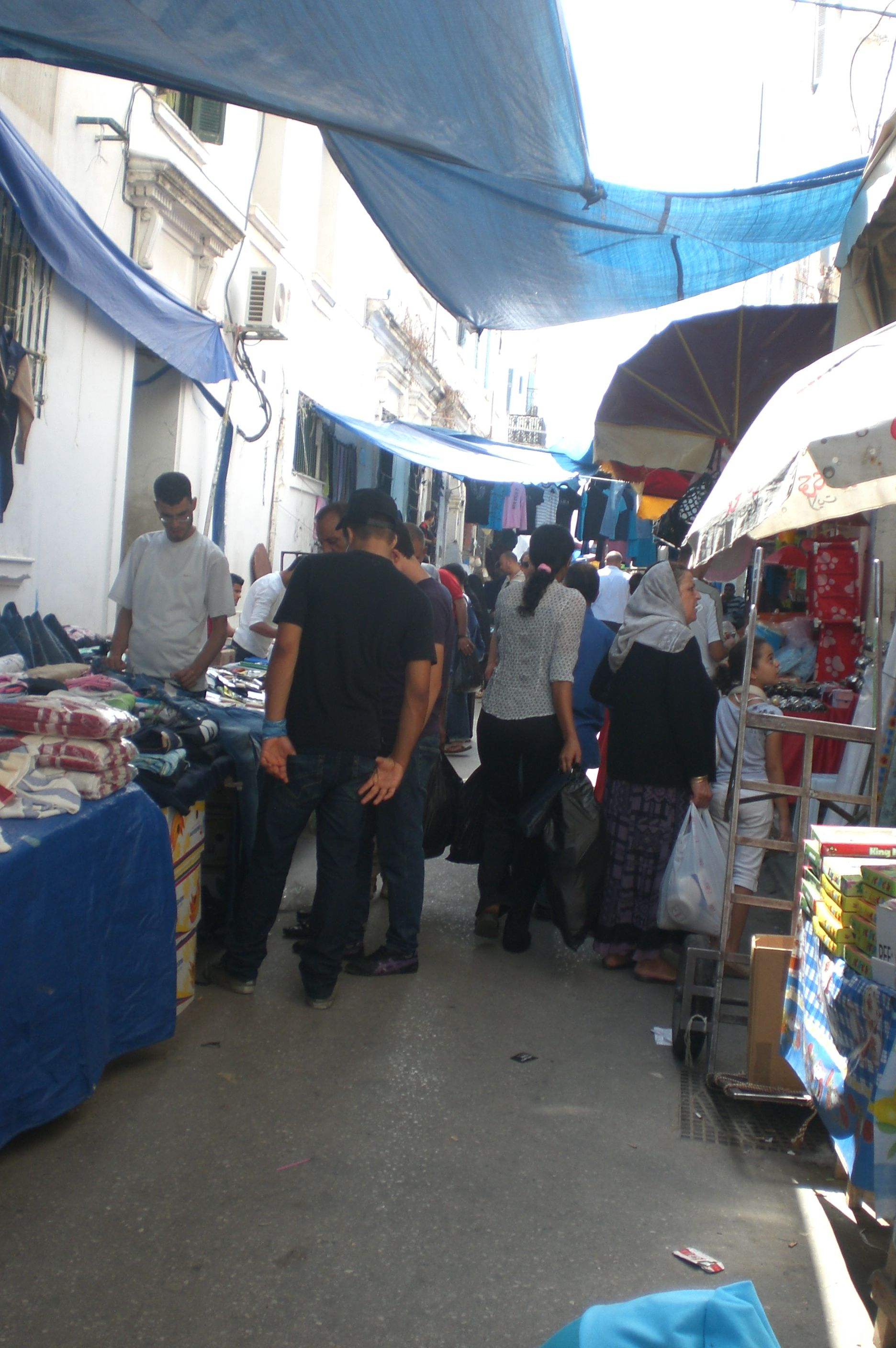
نهج الكومسيون

## إشارات مرجعية
1. 1 2  أنهج المدينة العتيقة: تاريخ وحضارة: ملامح قديمة لأنهج مدينة تونس نسخة محفوظة 12 نوفمبر 2011 على موقع واي باك مشين.